# Каменка (Литинский район)
Каменка (укр. Кам'янка, до XX века — Майдан Куриловский (пол. Majdan Kuryłowiecki)) — село на Украине, находится в Литинском районе Винницкой области.
Код КОАТУУ — 0522485802. Население по переписи 2001 года составляло 183 человека. Почтовый индекс — 22330. Телефонный код — 4347.
Занимает площадь 0,077 км².

## Религия
В селе действует храм Покрова Пресвятой Богородицы Литинского благочиния Винницкой епархии Украинской православной церкви.

## Известные уроженцы
- Ковбасюк, Андрей Дмитриевич (1922—1959) — полный кавалер ордена Славы.

## Адрес местного совета
22330, Винницкая область, Литинский р-н, с. Осолинка, ул. Кирова, 1